# Brainfeeder
Brainfeeder ist ein US-amerikanisches Musiklabel aus Los Angeles mit Fokus auf Hip-Hop, elektronische Musik und Jazz.

## Geschichte
Der Name Brainfeeder wurde erstmals 2007 von Flying Lotus für eine vierstündige Radiosendung mit Freunden bei Dublab verwendet. Ein Jahr später gründete er das Musiklabel. 2016 wurde zusammen mit Eddie Alcazar die zugehörige Filmproduktionsfirma Brainfeeder Films gegründet. Seit 2020 übernimmt Ninja Tune den internationalen Vertrieb, während Alpha Pup Records weiterhin für den digitalen Vertrieb innerhalb der Vereinigten Staaten zuständig bleibt.

## Musiker
Auf Brainfeeder erschienen Veröffentlichungen folgender Musiker und Gruppen:
- Austin Peralta[4]
- Brandon Coleman
- DJ Paypal
- Daedelus
- Dorian Concept
- Genevieve Artadi
- Georgia Anne Muldrow
- Hiatus Kaiyote
- Iglooghost
- Jaga Jazzist
- Jameszoo
- Jeremiah Jae
- Kamasi Washington
- Kneebody
- Kuedo
- Lapalux
- Little Snake
- Locust Toybox
- Louis Cole
- M.Baptistabenedict
- Martyn
- Matthewdavid
- Miguel Atwood-Ferguson[5]
- Mono/Poly
- Mr. Oizo[6]
- PBDY
- Ras G[7]
- Ross From Friends
- Salami Rose Joe Louis
- Samiyam
- Teebs
- Terence Etc.
- Thundercat
- Tokimonsta
- Wajatta